# Degüello
| Recensione                        | Giudizio        |
| --------------------------------- | --------------- |
| AllMusic                          | [ 3 ]           |
| Robert Christgau                  | A-              |
| The New Rolling Stone Album Guide | [ 5 ]           |
| Sputnikmusic                      | 3.9 (Excellent) |
| Piero Scaruffi                    | [ 7 ]           |
| Dizionario del Pop-Rock           | [ 8 ]           |
| 24.000 dischi                     | [ 9 ]           |

Degüello è il sesto album in studio del gruppo musicale rock statunitense ZZ Top, pubblicato dalla casa discografica Warner Bros. Records nell'agosto del 1979.
L'album raggiunse la ventiquattresima posizione (16 febbraio 1980) della classifica Billboard 200.
I brani contenuti nell'album e pubblicati anche in formato singolo: I Thank You e Cheap Sunglasses furono rispettivamente al #34 ed al #89, della Chart Billboard The Hot 100.

## Tracce
Lato A
Testi e musiche di Billy Gibbons, Dusty Hill, Frank Beard, eccetto dove indicato.
1. I Thank You – 3:23 (Isaac Hayes, David Porter)
2. She Loves My Automobile – 2:22
3. I'm Bad, I'm Nationwide – 4:45
4. A Fool for Your Stockings – 4:15
5. Manic Mechanic – 2:36

Lato B
Testi e musiche di Billy Gibbons, Dusty Hill, Frank Beard, eccetto dove indicato.
1. Dust My Broom – 3:06 (Elmore James)
2. Lowdown in the Street – 2:49
3. Hi Fi Mama – 2:22
4. Cheap Sunglasses – 4:46
5. Esther Be the One – 3:30

- Brano: Dust My Broom nelle note su vinile dell'album originale (e nelle successive ristampe su CD), attribuito al solo Elmore James, solitamente l'autore indicato è Robert Johnson

## Formazione
- Billy Gibbons - voce, chitarra, sassofono baritono
- Dusty Hill - voce (in Hi Fi Mama), basso, sassofono tenore
- Frank Beard - batteria, percussioni, sassofono alto

Note aggiuntive
- Bill Ham - produttore
- Terry Manning e Bob Ludwig - ingegneri delle registrazioni
- Bill Narum - copertina
- George Craig - fotografie[15]

## Classifiche
| Classifica (2022) | Posizione massima |
| ----------------- | ----------------- |
| Grecia            | 69                |